# Mariolina De Fano
Mariolina De Fano (ur. 14 października 1940 w Bari, zm. 18 sierpnia 2020 tamże) – włoska aktorka.

## Wybrana filmografia

### Filmy
- 1981: Il carabiniere jako pokojówka Concetta
- 1982: Vigili e vigilesse jako Carolina
- 1983: L’ammiratrice jako Caterina, żona Nicoli
- 1997: Fuochi d’artificio jako ciotka Barbary Passanisi
- 1998: Un Bugiardo in paradiso jako Ersilia
- 2000: Tutto l’amore che c'è jako Zia Rosa
- 2000: Si fa presto a dire amore... jako matka Silvana
- 2006: Tam, gdzie szybują orły (L’uomo che sognava con le aquile, TV) jako Filomena
- 2008: Paweł VI: Papież w burzy (Paolo VI - Il Papa nella tempesta, TV) jako Matka Teresa z Kalkuty
- 2011: Sztuka nie dla sztuki (Senza arte ne parte) jako Mama Carmine
- 2014: Noi siamo Francesco jako niania
- 2017: Chi m’ha visto jako Natuzza

### Seriale TV
- 1998: Hrabia Monte Christo jako kumoszka w Marsylii
- 2006–2008: Opowiedz mi (Raccontami) jako Nonna Innocenza